# Excultanus excultus
Excultanus excultus är en insektsart som beskrevs av Philip Reese Uhler 1877. Excultanus excultus ingår i släktet Excultanus och familjen dvärgstritar. Inga underarter finns listade i Catalogue of Life.